# Српска манастирска медицина
Српска манастирска медицина је хронолошки приказ развоја српске медицине, као дела историје једног народа и његове културне баштине, од доласка Српских племена на Балкан, до њиховог поробљавања од стране Османлијске власти. Као и код већине средњовековних народа, тако и код Срба упоредо су постојале верска и световна медицина у којој су у Србији и у једној и у другој медицини углавном доминирали црквени људи. Уопштено гледано, теологија и медицина у средњовековном свету неретко су се не само додиривале него и на специфичан начин умногоме преклапале. Манастирска медицина у средњем веку спроводила се у српским манастирима и њиховим болницама и школама.
Средњи век, до турске инвазије, на простор Балкана био је доба велике светлости за српски народ, а средњовековна Србија заузимала је угледно место у средњовековној Европи. Мада у појединим друштвеним круговима влада, погрешно мишљење, да је „мрачни“ средњи век (због великог утицаја цркве), био кочница сваког напретка човечанства како у науци тако и општој култури, то бар када је у питању медицина, није у потпуности тачно.
Тачно је да у погледу развоја научне медицине Средњи век није дао епохалнох новина, али је такође тачно да су античка медицинска дела Хипократа, Галена и других медицинских писаца остала сачувана до данашњих дана, захваљујући преписивачкој делатности средњовековних монаха. Истина је и да су се прве идеје у области социјалне медицине настале у средњем веку управо под утицајем Хришћанске мисли (нпр азили, старачки домови за убоге, сиротишта). Прве праве болнице такође су основане у оквиру хришћанских манастира како Истока тако и Запада.
Иако манастирска медицина, у техничком и научном погледу, није била дорасла изазовима лечења она је максимално користила хришћанско човекољубље као основу своје делатности, што ће у наступајућим вековима помоћи српској медицини да постане једна од вештина која је помагала човеку не само у физичком превазилажењу проблема болести, него је у болеснику стварала осећај сигурности и припадања заједници. Читав тај допринос хришћанства европској медицини, представљао је основу без које не би био могућ ни нагли развој медицинске науке у ренесанси.
Битка на Косову пољу дефинитивно је решила судбину средњовековне Србије, и њене монашке медицине, јер након страховладе Османлија у земљама западног Балкана, више није било силе која се могла супротставити Османлијама који су нанели много зла Српском нараду па самим тим и његовој манастирској медицини.

## Предуслови
Зачета у знаку хришћанства на простору западног дела бивше римске царевине, хришћанска црква са седиштем у Риму, изложила је свом духовном утицају целокупан западноевропски свет, дајући новоизграђеној култури пуно хришћанско обележје. Друштвеном животу средњег века хришћанска црква давала је све више своје обележје, која су се значајно испољила и у манастирској медицини.
Хришћанско милосрђа, саосећања према ближњем, изучавање бројних пружања помоћи невољнима и исцељивања болесних, као теоретску поставку медицинске науке, монаси су преточили у практични рад. Тако је почело лечења болесних, најпре монахе и манастирске послуге, а касније и многих болесних верника, у новосниваним и првим болницама у манастирима (самостанима) Европе.
Тако је под снажним утицајем хришћанства, током 6. века, зачета манастирска медицина у Европи, на простору Калабрији и Сицилије, или јужној Италији где је још из доба Римског царства било највише лекара у Европи, много грчких колонија и честих путника са Истока и Северне Африке. Центар новонастале манастирске (монашке) медицине, био је један од најстаријих манастира (самостана) у Италији, на планини Монте Касино (Monte Cassino), у коме је њен оснивач и заповедник Свети Бенедикт (480–543), 529. године, заједно са монасима Бенедиктинског монашког редом, основао западњачку самостанску (манстирску) медицину.
Ма колико је то било добро и од значаја за даљи развој медицине на простору Европе ипак је хришћанска црква својим догматским ставом стављала у први план лечење душе над лечењем тела, што је оставило последице на развој и напредак медицине. Таквим ставом црква је кочила напредак науке, тражећи од монахе разних редова да чувају традицију и негују тековина античке медицине и заговарала искључиво куративни приступ оболелом, потискујући и несвесно превентивни значај медицине. Све то имало је јак одраз на каснији развој медицине као науке, и организовање медицинских установа (сиротишта, хоспиталијума, лепрозоријума, карантина итд.).
Међутим, највећу штету манастирској медицини на западу донео је раскол хришћанске цркве.  Овај раскол у западном делу хришћанске цркве довео је до развоја читавог покрета за обнављање црквене моћи, већу дисциплину и поштовање целибата.
Монах Хилдербранд (касније папа Гргур VII), који је водио све послове Папске столице, организовао је сабор у Латерану (папској палати у Риму) 1059. на коме је црква прогласила себе неприкосновеном и недодирљивом. Сукоб који је потом уследио између папске и световне власти окончан је 1122. договором и споразумом у Вормсу. Из сукоба црква је изашла неупоредиво снажнија и спремна да одлучује о свему, па ио манастирској (самостанској) медицини, о чему говори овај цитат:
| „ | На црквеним саборима у Клермону, 1130. (Забрана манастирске медицине) иу Латерану, 1139. и 1213, истиче се начело: "Црква се гнуша крви"! ( лат Eccelesia abhorret a sanguine) и забрањује се духовним лицима бављење хирургијом и свакојаким лечењем којим се пролива људска крв. Папа Хонориус III организује строге контроле болница чији рад замире између 1216 - 1227, а на епископском сабору у Вирцбургу, 1228, Доноси се и одлука о строгом кажњавању непослушних. На овај начин, нанет је тежак ударац самим зачецима медицинског напретка. За опоравак је требало неколико векова. | ” |

У расколу хришћанске цркве, Српска средњовековна црква и њена медицина развијале су се једним делом под утицајем медицине неговане у византијској цркви, а другим делом под утицајем италијанске, тј. салернске медицине. У преношењу медицине из Византије, најважнију улогу одиграли су калуђери из српских или византијских монашких редова, док су у преношењу тадашње западноевропске медицине главну улогу одиграли лекари италијанског порекла који су стално живели и радили у Србији.
Први помен о постојању медицине код Срба потиче из периода када је српско-политичко средиште постало стабилно, а хришћанство постало призната вера међу Србима, што је било од великог значаја за развој српске културе, а пре свега писмености и науке. У новоствореним условима српски владари су убрзо схватили значај медицине и почели да оснивају болнице, како у држави тако и у њеним манастирима. У томе је свакако велики значај имао допринос хришћанства европској медицини, без које не би био могућ ни развој манастирске медицине на простору западног Балкана.

## Историјат
Настанак и почетни развој манастирска медицина средњовековне Србије нужно се мора довести у везу са медиицинским искуствима Византије, чија је традиција у лечењу била прихваћена као најефикснија на ширим просторима Балкана. Био је то историјски период у коме је Византијска култура предсваљала јединство најбољих античких вредности и хришћанске вере. Инсистирања неких историчара српске медицине, на томе да су Српски калуђери прихватили медицинска знања са Запада највероватније неодржива, пре свега што је Запад у том периоду имао развијену мрежу школовања медицинских стручњака, док је у Византија стицање медициних знања било на нивоу заната, који су изучавали они који су се овим послом бавили као лекари или послужиоци болесника. Према овим сазнањима можемо рећи да је српска манастирска медицина основна знања преузела из византијеских знања и искустава.
Ова знања су нешто касније дограђена тековине медицине Запад које су стизале у Србију за време владавине Стефана Дечанског преко лекара школованих у Италији (Салерну, Падови, Болоњи, Венецији, Ферми и Риму), потом и оних школованих у Монпељеу у Француској. Лекари са Запада, у Србију се најчешће су долазили преко Котора и Дубровника.
Историјски посматрано, српаска медицина која данас има традицију дугу 800. година, своје дубоке корене везује за сина великог жупана Стефана Немање - Растка, који се умонашио под именом Сава, а касније проглашен за свеца (Свети Сава). Он не само да је имао смисла за практично и прагматично, већ је поседовао и одличне организационе способности. Свети Сава је је током боравка у Константинопољу 1198. године посетио византијског цара Алексија III и Порфирну палату са породилиштем и болницу при манастиру Свете Богородице Евергетиде, 
и након стечених искустава и знања, и по угледу на ову болницу, основао прву и најстарију болницу у Срба, болницу у Хиландару 1199. године. Болница која је у почетку имала 8 постеља. била је намењена за лечње оболелих калуђера.
Манастир Хиландар и болница у њему сматрају се и најстаријим школом за стицање медицинских знања и вештина. У њој је 1200. године је Сава написао Типик Болнице, такође по угледу на Типик цариградске болнице. У глави 40. Хиландарског типика „О болници и работајушћех болем“, био је детаљно регулисан рад болнице. Болница је имала послугу, грејана је а болесни су имали бољу храну. Лекови су справљани од лековитих биљака сакупљаних у околини манастира, или гајених у манастирској башти од семена које је Сава донео са својих путовања по Блиском истоку. Скоро сви српски краљеви великодушно су помагали болницу у Хиландару, а највише су то чинили краљ Милутин, цар Душан и кнез Лазар. За време боравка у Хиландару са царицом Јеленом и сином Урошем, 1346. године, цар Душан је наредио да се болници у Хиландару сваке године даје по 200 венецијанских перпера, како би болница била проширена са 8 на 12 постеља и поклонио јој је чамац за излов рибе. (15. априла 1406. у повељи деспотице Маре Бранковић о манастиру Хиландару говори се и о смештају губаваца у манастирској болници).
Манастирске болнице су углавном биле интерног облика и нису виђене као опште болнице или прихватилишта за лепрозне или хендикепиране, који се у средњовековном документима обично називају „хромци и слепци“. За такве намене подизана је друга врста прихватилишта, која се могла налазити близу већих манастира или градских и привредних центара, где је становништво било релативно густо насељено. Познато прихватиште за негу лепрозних подигао је недалеко од своје задужбине манастира Дечани, краљ Стефан Дечански (1321–1331). Деспот Стефан Лазаревић (1389–1427) је издашно помагао лепрозне, док је у XV веку био познат и лепрозоријум у близини рударског центра Сребрнице. У Котору се крајем средњег века такође налазило једно уточиште за лепрозне и забележено је постојање више болница и прихватилишта, као што су Хоспитал Св. Крста или Хоспитал Св. Духа. Оваква склоништа за болесне била су такође снабдевена лековима и мелемима, које књижевно на-дахнути Цамблак назива „мирисна мира ради хлађења огња који се диже“ у телима лепрозних.
Манастир Хиландар и његова болница уједно се сматрају и најстаријим школом за стицање медицинских знања и вештина у Срба.
Као оштар противник надрилекарства, Сава је све више јачао и улогу државе на очувању и унапређењу здравља,па је тако његовим залагањем настао већи број прописа који су ограничавали употребу магијских ритуала и враџбина у лечењу становништва.
У том периоду зачети су и први покушаји писања медицинских књига тзв лекаруша. Анализа српских лекаруша показује да су оне у свој садржај унеле трагове разних традиција и система: од старе словенске традиције поступака исцељивања, преко хипократизма, римске, византијске и арапске медицине, до западне средњовековне посебномсалернитанске надградње. Средњовековне и ранонововековне лекаруше откривају се као свет у којем се сјединила медицина, религија и књижевност, негујући у њима и полифункционалну средњовековну српску писану реч.
Године 1208. или 1209. по угледу на болницу при манастиру Св. Богородице Евергетиде у Цариграду и болнице у Хиландару, Свети Сава
је основао је прву болницу на тлу Србије, у манастиру Студеница. Болница је била намењена лечењу манастирских монаха а вероватно и радника ангажованих на изградњи манастирске цркве и конака, а по неким изворима и лечењу сељака ангажовани на манастирским имањима. Болница се налазила на јужнојстрани Богородичине цркве и конака и у свом саставу имала је и башту за гајење лековитих биљака. Била је то прва болница на тлу Србије. Болница се састојала од једне, а према потреби и 2 собе у
конацима. Биран из редова монаха, болницом је руководио управник, који је био је емпирик, отресит, искусан и писмен монах, који је добро познавао лековите трава и евентуално грчки језик што је било пожељно.
Болнице су потом, оснивали Стефан III Урош Немањић у Дечанима између 1327 и 1335. године, цар Душан у манастиру Св. Арханђел код Призрена 1342. године (која је имала двадесет постеља), Кнез Лазар у Раваници 1381. године, цар Душан у Котору 1350. године, а деспот Стефан Лазаревић у Београду око 1390. године. Болнице се подижу и ван граница средњовековне Србије, осим у Хиландару, краљ Милутин је основао две болнице: у Продромовом манастиру у Цариграду 1308. године и у манастиру Св. Арханђела у Јерусалиму 1315 године.
Пре неколико година, приликом археолошких ископавања на локалитету манастира Светог Георгија у Дабру, касније познатог као манастир Ораховица у Мажићима, смештеног на левој обали Лима, откривена је манастирска болница. Реч је о манастиру који је већ почетком 13. века био угледно и важно монашко средиште српске државе, а касније је имао бурну историју, па је 1732. године био сасвим порушен.
За време владавине Стефана Дечанског у Србију почињу да долазе први лекари школовани у Италији (Салерну, Падови, Болоњи, Венецији, Ферми и Риму), потом и они школовани у Монпељеу у Француској. Лекари са Запада, најчешће су долазили преко Котора и Дубровника, градовима који су у том периоду одржавали интензивне трговачке везе са градовима Италије. Од 14. до 16. века у Србију је повремено долазило или у њој стално радило најмање 49 страних лекара и 26 апотекара, међу којима је било и оних који су до краја живота остали у Србији. Тако је на простору Србије у 14. веку било 15, у 15. веку 30 а у 16. веку 14 лекара. 
| „ | Тако се у члану 20. и 109. Душановог законика врло јасно наглашава да се предвиђају строге казне против оних који се баве враџбинама...јер се медицина у средњовековној Србија базирала на научним изворима. | ” |

Доласком страних лекара у Србију, од времена краља Стефана Дечанског, поступно је започео процес слабљења утицаја византијске медицине и све већи раст утицаја западне медицине на српску медицину. Овом трансформацијом српска медицина у 14. и 15. века, она се више није значајније разликовала од италијанске и француске медицине. То је било јако важно, имајући у виду да је византијска медицина почела све више заостајати за Западном Европом због лошијег начина образовања у њиховим медицинским школама. У византијским медицинским школама настава је била организоване као учење заната, уз рад у болници са својим професором, тако да су ученици били само „боље или лошије копије својих учитеља“. За разлику од византијских школа новоосноване медицинске школе на Западу Европе биле су праве образовне установе у којима је рад био организован на савременији начин са бројним медицинским предметима. 
| „ | Тако се у члану 20. и 109. Душановог законика врло јасно наглашава да се предвиђају строге казне против оних који се баве враџбинама...јер се медицина у средњовековној Србија базирала на научним изворима. | ” |

У том периоду само је хирургија у Србији, осим у српском приморју, заостајала у начину збрињавања болесника, јер се углавном сводила се на пуштање крви и лечење рана. На то су највероватније утицали медицински приручници сачињени махом од прерађених списа античке и арапске медицине, које су избегавале хируршке интервенције и патолошка стања у организму тумачиле као поремећаје настале у равнотежи сокова.
О српским лекарима из тог периода има мало података. У дубровачким званичним књигама као Срби лекари помињу се: Првослав (1298), Менче из Бара (1330), Милчин из Призрена, који се помиње у новембру 1349. године, потом неки Оберко, иначе стручњак за киле, који је у дубровачкој канцеларији 1382. године склопио уговор с Влахом Стојиславом Поповићем за хонорар од шездесет перпера.
У средњовековној Србији, најчешће у саставу болница постојале су и апотеке, углавном у приморским градовима, где су нпр службу апотекара у Дубровнику и Котору обављали најчешће странци, придошлице са Апенинског полуострва.
У Дубровачкој републици виђенији људи су водили рачуна о јавном здравству јер су поред разних хоспитала (нпр. „Domus Christi“ основаног 1347, који је у свом саставу је имао и апотеку) основали и посебне апотеке, и службу за изношење мртвих из града „кацаморти“ која је највише радила током епидемије куге и других преносивих болести. Карантин, који је и данас обавезан при свим епидемијама у Свету, био је производ управитеља дубровачке владајуће властеле. Поред тога постојао је и лепросариум.